# Liste der Stolpersteine in Würzburg-Grombühl

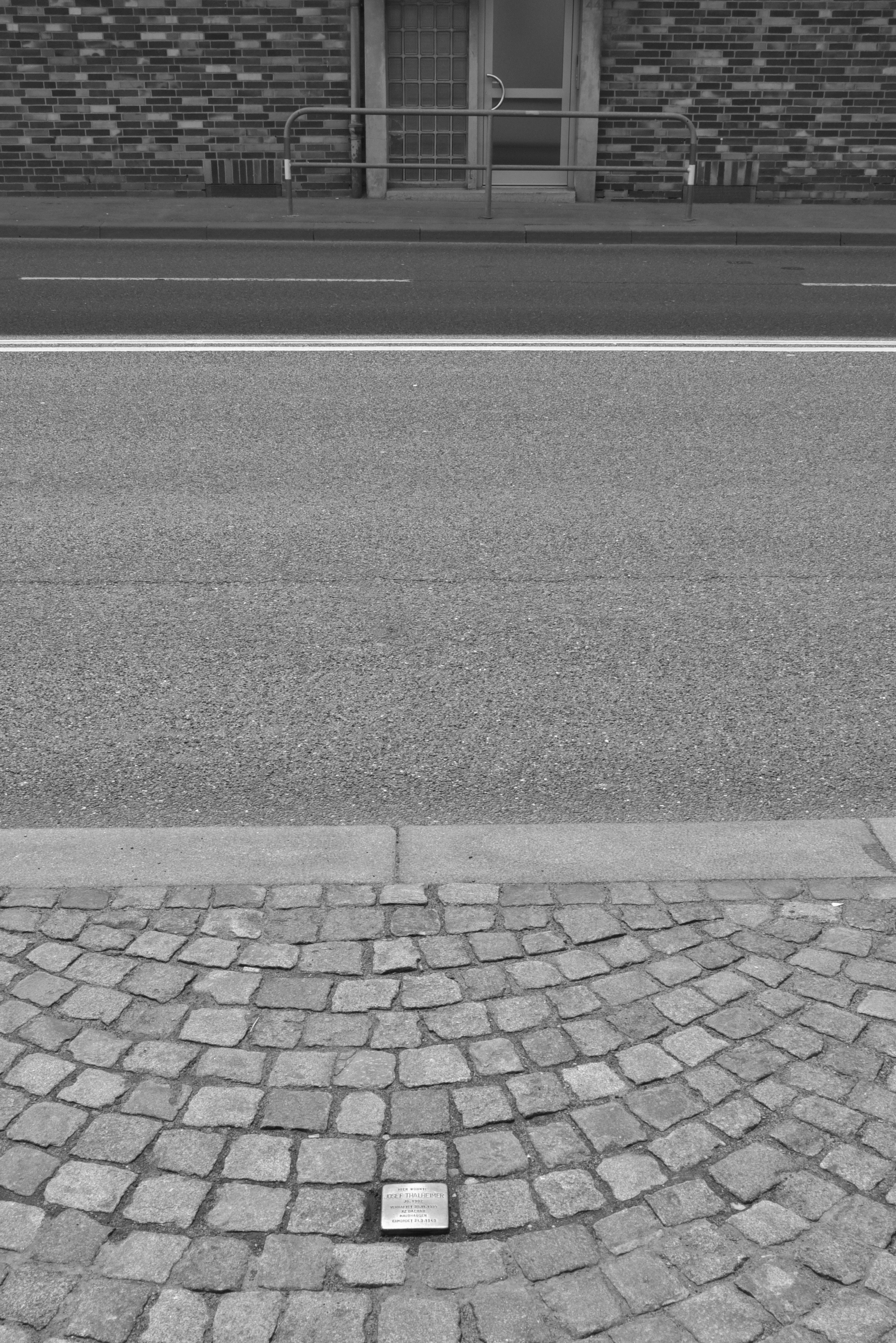
Stolperstein in Würzburg-Grombühl

Die Liste der Stolpersteine in Würzburg-Grombühl enthält alle Stolpersteine, die im Rahmen des gleichnamigen Projekts von Gunter Demnig in Grombühl, einem Stadtbezirk Würzburgs, der deckungsgleich mit dem Stadtteil Grombühl ist. Mit Stolpersteinen soll an Opfer des Nationalsozialismus erinnert werden, die hier lebten und wirkten.

## Verlegte Stolpersteine
In Grombühl wurden 35 Stolpersteine an 21 Adressen verlegt.
| Stolperstein | Inschrift | Verlegeort                  | Name, Leben                                          |
| ------------ | --- | --------------------------- | ---------------------------------------------------- |
|              | HIER WOHNTE KARL BAUM JG. 1923 EINGEWIESEN 17.11.1935 PFLEGEANSTALT BRUCKBERG ´VERLEGT´ 27.11.1941 HEILANSTALT ANSBACH ´KINDERFACHABTEILUNG´ ERMORDET 20.7.1942 | Lindleinstraße 7 ·          | Karl Baum (1923–1942)                                |
|              | HIER WOHNTE FRANZ JOSEF BRÖNNER JG. 1891 SEIT 1933 VERSCHIEDENE HEILANSTALTEN ´VERLEGT´ 5.8.1941 HARTHEIM ERMORDET 5.8.1941 ´AKTION T4´                         | Steinheilstraße 15 ·        | Franz Josef Brönner (1891–1941)                      |
|              | HIER WOHNTE GEORG BRÖNNER JG. 1929 EINGEWIESEN 13.11.1942 HEIMATHOF HERZOGSÄGMÜHLE ´VERLEGT´ 1.9.1943 HEILANSTALT HADAMAR ERMORDET 31.1.1945                    | Schiestlstraße 19 ·         | Georg Brönner (1921–1945)                            |
|              | HIER WOHNTE ELSE DAMM JG. 1905 EINGEWIESEN ´HEILANSTALT´ WERNECK ERMORDET OKT. 1940 IN ´HEILANSTALT´ PIRNA-SONNENSTEIN T4-AKTION                                | Grombühlstraße 51 ·         | Else Damm (1905–1940)                                |
|              | HIER WOHNTE MARTIN DRECHSLER JG. 1921 SEIT 1937 VERSCHIEDENE HEILANSTALTEN ´VERLEGT´ 27.6.1941 SCHLOSS HARTHEIM ERMORDET 27.6.1941 AKTION T4                    | Grombühlstraße 32 ·         | Martin Drechsler (1921–1941)                         |
|              | HIER WOHNTE KATHARINA ENDRES JG. 1899 EINGEWIESEN ´HEILANSTALT´ WERNECK ERMORDET 22.11.1940 IN ´HEILANSTALT´ PIRNA-SONNENSTEIN T4-AKTION                        | Brücknerstraße 26 ·         | Katharina Endres (1921–1940)                         |
|              | HIER WOHNTE HERMANN GERNET JG. 1902 VERHAFTET 1935 VERURTEILT § 175 1941 DACHAU RAVENSBRÜCK BERNBURG ERMORDET 23.3.1942 'AKTION 14F13'                          | Matterstockstraße 19        | Hermann Gernet (1902–1942) Biographie                |
|              | HIER WOHNTE MARGARETE GÖB JG. 1886 SEIT 1935 VERSCHIEDENE HEILANSTALTEN 'VERLEGT' 11.12.1940 GRAFENECK ERMORDET 11.12.1940 'AKTION T4'                          | Scharoldstraße 3            | Margarete Göb (1886–1940) Biographie                 |
|              | HIER WOHNTE EMIL GUSTAV HERGET JG. 1896 EINGEWIESEN ´HEILANSTALT´ WERNECK ERMORDET IN ´HEILANSTALT´ PIRNA-SONNENSTEIN T4-AKTION                                 | Grombühlstraße 14 ·         | Emil Gustav Herget (1923–1942)                       |
|              | HIER WOHNTE MARGARETE HÖPPEL JG. 1882 EINGEWIESEN 1918 HEILANSTALT WERNECK ´VERLEGT´ 29.11.1940 PIRNA-SONNENSTEIN ERMORDET 29.11.1940 AKTION T4                 | Schiestlstraße 32 ·         | Margarete Höppel (1882–1940)                         |
|              | HIER WOHNTE BELLA KASTANIENBAUM GEB. WORMSER JG. 1895 DEPORTIERT 1941 ERMORDET IN RIGA                                                                          | Schweinfurter Straße 20 ·   | Bella Kastanienbaum, geborene Wormser (1895–1941)    |
|              | HIER WOHNTE JOSEF KASTANIENBAUM JG. 1880 DEPORTIERT 1941 ERMORDET IN RIGA                                                                                       | Schweinfurter Straße 20 ·   | Josef Kastanienbaum (1880–1941/45)                   |
|              | HIER WOHNTE ROSA LANGHIRT JG. 1888 SEIT 1921 WERNECK ´VERLEGT´ 5.10.1940 PIRNA-SONNENSTEIN ERMORDET 5.10.1940 ´AKTION T4´                                       | Schiestlstraße 13 ·         | Rosa Langhirt (1888–1940)                            |
|              | HERBERT LEHMANN JG. 1909 VERHAFTET KZ FLOSSENBÜRG ZWANGSARBEIT ´AUF DER FLUCHT´ ERSCHOSSEN 18.8.1943                                                            | Margarete-Höppel-Platz 11 · | Herbert Lehmann (1909–1943)                          |
|              | HIER WOHNTE ROSINA LESERER JG. 1894 EINGEWIESEN ´HEILANSTALT´ WERNECK ERMORDET OKT. 1940 IN ´HEILANSTALT´ PIRNA-SONNENSTEIN T4-AKTION                           | Schiestlstraße 1 ·          | Rosina Leserer (1894–1940)                           |
|              | HIER WOHNTE HANS MATTES JG. 1913 VERHAFTET 1935 DACHAU ERMORDET 5.4.1944 IM KZ NATZWEILER                                                                       | Ernst-Reuter-Straße 4 ·     | Hans Mattes (1913–1944)                              |
|              | HIER WOHNTE MARIA SOFIE MÜLLER JG. 1903 EINGEWIESEN 1932 HEILANSTALT WERNECK 'VERLEGT' 23.11.1940 PIRNA-SONNENSTEIN ERMORDET 23.11.1940 'AKTION T4'             | Schweinfurter Straße 32     | Maria Sofie Müller (1903–1940) Biographie            |
|              | HIER WOHNTE MARGOT PEISAK GEB. KASTANIENBAUM JG. 1918 DEPORTIERT 1941 ERMORDET IN RIGA                                                                          | Schweinfurter Straße 20 ·   | Margot Peisak, geborene Kastanienbaum (1918–1941/45) |
|              | HIER WOHNTE MARIA ROHRACKER JG. 1902 EINGEWIESEN ´HEILANSTALT´ WERNECK ERMORDET 4.2.1941 IN ´HEILANSTALT´ PIRNA-SONNENSTEIN T4-AKTION                           | Scharoldstraße 2 ·          | Maria Rohracker (1902–1941)                          |
|              | HIER WOHNTE CLAIRE ROSENTHAL GEB. BUSCHOFF JG. 1889 FLUCHT IN DEN TOD 17.11.1938                                                                                | Rotkreuzsteige 10 ·         | Claire Rosenthal, geborene Buschoff (1889–1938)      |
|              | ANDRZEJ ROSTECKI JG. 1915 POLEN ZWANGSARBEIT 1941 VERHAFTET 31.8.1941 EINGEWIESEN 20.10.1941 UNIVERSITÄTSNERVENKLINIK ERMORDET 8.7.1942                         | Margarete-Höppel-Platz 1 ·  | Andrzej Rostecki (1915–1942)                         |
|              | HIER WOHNTE HILDEGARD ROTH JG. 1910 EINGEWIESEN 1.6.1937 HEILANSTALT WERNECK ´VERLEGT´ 4.10.1940 HARTHEIM/LINZ ERMORDET 4.10.1940 AKTION T4                     | Wagnerplatz 3 ·             | Hildegard Roth (1910–1940)                           |
|              | HIER WOHNTE EUGEN SCHICK JG. 1910 EINGEWIESEN 1927 ST. JOSEFSHAUS GEMÜNDEN HEILANSTALT REICHENBACH ´VERLEGT´ 27.6.1941 HARTHEIM ERMORDET 27.6.1941 ´AKTION T4´  | Rimparer Steig 6 ·          | Eugen Schick (1910–1941)                             |
|              | HIER WOHNTE ANNA SCHMEISSER GEB BÜHLER JG. 1908 EINGEWIESEN 4.9.1934 HEILANSTALT WENECK ´VERLEGT´ 6.10.1940 PIRNA-SONNENSTEIN ERMORDET 6.10.1940 ´AKTION T4´    | Petrinistraße 29 ·          | Anna Schmeisser, geborene Bühler (1908–1940)         |
|              | HIER WOHNTE MARGARETE SCHMITT JG. 1907 SEIT 1923 VERSCHIEDENE HEILANSTALTEN ´VERLEGT´ 29.1.1941 PIRNA-SONNENSTEIN ERMORDET 29.1.1941 AKTION T4                  | Josefplatz 1 ·              | Margarete Schmitt (1907–1940)                        |
|              | HIER WOHNTE MARIA SCHMITT JG. 1886 EINGEWIESEN ´HEILANSTALT´ WERNECK ERMORDET 23.11.1940 IN ´HEILANSTALT´ PIRNA-SONNENSTEIN T4-AKTION                           | Wagnerstraße 7 ·            | Maria Schmitt (1886–1940)                            |
|              | HIER WOHNTE ALFRED SCHWIND JG. 1876 SEIT 1912 VERSCHIEDENE HEILANSTALTEN ´VERLEGT´ 4.7.1941 HARTHEIM ERMORDET 4.7.1941 ´AKTION T4´                              | Grombühlstraße 12 ·         | Alfred Schwind (1876–1941)                           |
|              | HIER WOHNTE ROSA SOMMER JG. 1891 DEPORTIERT 1941 ERMORDET IN RIGA                                                                                               | Petrinistraße 35 ·          | Rosa Sommer (1891–1941/45)                           |
|              | HIER WOHNTE ADOLF STERN JG. 1878 DEPORTIERT 1942 IZBICA ERMORDET                                                                                                | Schweinfurter Straße 36 ·   | Adolf Stern (1878–1942/45)                           |
|              | HIER WOHNTE JOSEF THALHEIMER JG. 1902 VERHAFTET 30.11.1939 KZ DACHAU MAUTHAUSEN ERMORDET 21.3.1940                                                              | Grombühlstraße 44 ·         | Josef Thalheimer (1902–1940)                         |
|              | HIER WOHNTE ANDREAS TREUTLEIN JG. 1907 SEIT 1934 VERSCHIEDENE HEILANSTALTEN ´VERLEGT´ 10.12.1940 GRAFENECK ERMORDET 10.12.1940 ´AKTION T4´                      | Brücknerstraße 30 ·         | Andreas Treutlein (1907–1940)                        |
|              | HIER WOHNTE PHILIPP TRIPP JG. 1900 MEHRMALS VERHAFTET DEPORTIERT 1944 DACHAU ERMORDET 18.3.1945                                                                 | Schiestlstraße 24 ·         | Philipp Tripp (1900–1945)                            |
|              | HIER WOHNTE IDA WEIL GEB. KASTANIENBAUM JG. 1870 DEPORTIERT 1942 THERESIENSTADT ERMORDET                                                                        | Petrinistraße 35 ·          | Ida Weil, geborene Kastanienbaum (1870–1942/45)      |
|              | HIER WOHNTE LUCIE WEINERT GEB. MAASS JG. 1896 DEPORTIERT 1942 IZBICA ERMORDET                                                                                   | Ernst-Reuter-Straße 10 ·    | Lucie Weinert, geborene Maass (1896–1942/45)         |
|              | HIER WOHNTE ERNESTINE WORMSER GEB. HIRSCH JG. 1857 DEPORTIERT 1942 THERENSIENSTADT ERMORDET 6.12.1942                                                           | Schweinfurter Straße 20 ·   | Ernestine Wormser, geborene Hirsch (1857–1942)       |

## Verlegedaten
Die Stolpersteine in diesem Stadtbezirk wurden an folgenden Tagen verlegt:
- 11. September 2006: Grombühlstraße 44
- 11. Februar 2008: Brücknerstraße 26, Ernst-Reuter-Straße 4 und 10, Grombühlstraße 14 und 51, Margarete-Höppel-Platz 11, Petrinistraße 35, Rotkreuzsteige 10, Scharoldstraße 2, Schiestlstraße 1 und 24, Schweinfurter Straße 20 und 36, Wagnerstraße 7
- 10. Februar 2015: Schiestlstraße 32, Wagnerplatz 3
- 20. September 2015: Grombühlstraße 32
- 3. November 2016: Lindleinstraße 7, Rimparer Steig 6, Schiestlstraße 13 + 19, Steinheilstraße 15
- 29. Juni 2017: Brücknerstraße 30, Grombühlstraße 12, Josefplatz 1, Margarete-Höppel-Platz 1, Petrinistraße 29
- 28. November 2022: Scharoldstraße 3, Schweinfurter Straße 32
- 25. Juli 2023: Matterstockstraße 19